# Constance d'Arles
Pour sa grand-mère et homonyme, voir Constance de Provence.
Constance d’Arles, dite aussi parfois Constance de Provence (née vers 986 - morte au château de Melun le 22 ou 25 juillet 1032), est reine des Francs par son mariage avec le roi Robert II le Pieux.

## Biographie

### Enfance et éducation
Constance est la fille de Guillaume Ier (†993) comte de Provence et de sa seconde épouse Adélaïde d'Anjou (†1026).
Selon une pratique commune à l'époque qui consiste à attribuer à une fille le nom de sa mère ou de sa grand-mère, Constance reçoit le prénom de sa grand-mère paternelle, la comtesse Constance, épouse du comte de Provence Boson.

### Mariage
Le mariage eut lieu vers 1003 avec Robert II le Pieux, après que ce dernier eut été contraint de se séparer de Berthe de Bourgogne. En effet, le roi des Francs vivait en concubinage avec Berthe de Bourgogne depuis qu'il avait répudié en 991 sa première épouse Rozala d'Italie. Le pape avait déclaré cette union illégale, et avait excommunié les deux amants. De plus, comme Berthe de Bourgogne ne peut lui donner d'enfant, Robert épouse Constance d'Arles.

### Reine des Francs et scandales
Cependant, Constance est une étrangère chez les Capétiens et ses manières, son entourage et sa conduite en irritent beaucoup. Elle est peu aimée à la cour à cause de ses intrigues et de sa cruauté — elle aurait aveuglé elle-même son confesseur accusé d'hérésie ce qui paraît douteux puisqu'une seule source sur les cinq dont nous disposons mentionne la présence de la reine —, et Robert tente à plusieurs reprises de la répudier pour reprendre Berthe de Bourgogne comme épouse — n'ayant jamais cessé de l'aimer ni de la voir ou peut-être aussi pour ses intérêts politiques du moment. En 1008, Robert II et Berthe se rendent à Rome et tentent vainement de faire annuler par le pape le mariage avec Constance, celle-ci étant soupçonnée d'avoir fait assassiner un favori du roi. De ce fait, la cour se divise bientôt en deux camps : d'un côté pour Constance, de l'autre pour Berthe au moins jusqu'au décès de celle-ci en 1010.
Constance donne néanmoins des enfants au roi, dont le futur Henri Ier, et Robert. Elle préfère Robert et veut qu'il règne, mais son époux choisit Henri pour lui succéder. À la mort du roi, elle aurait été jusqu'à tenter de tuer Henri, mais la tentative échoue et il monte sur le trône. Robert devient quant à lui duc de Bourgogne.
Femme de tête, bonne administratrice reconnue par son mari le roi Robert II, Constance a participé à la construction du palais et de la collégiale Notre-Dame-du-Fort d'Étampes. Dans une dotation du roi à l'abbaye de Saint-Corneille de Compiègne, il dit « Elle que je chéris pour sa façon d'être, grâce à une agréable fréquentation et à sa vivacité dans l'administration des affaires qui lui reviennent... ».

### Décès
Éloignée de la Cour, Constance meurt au château de Melun, le 22 ou 25 juillet 1032. Son gisant, sculpté au XIIIe siècle, se trouve à la basilique de Saint-Denis.

## Témoignages

### De contemporains

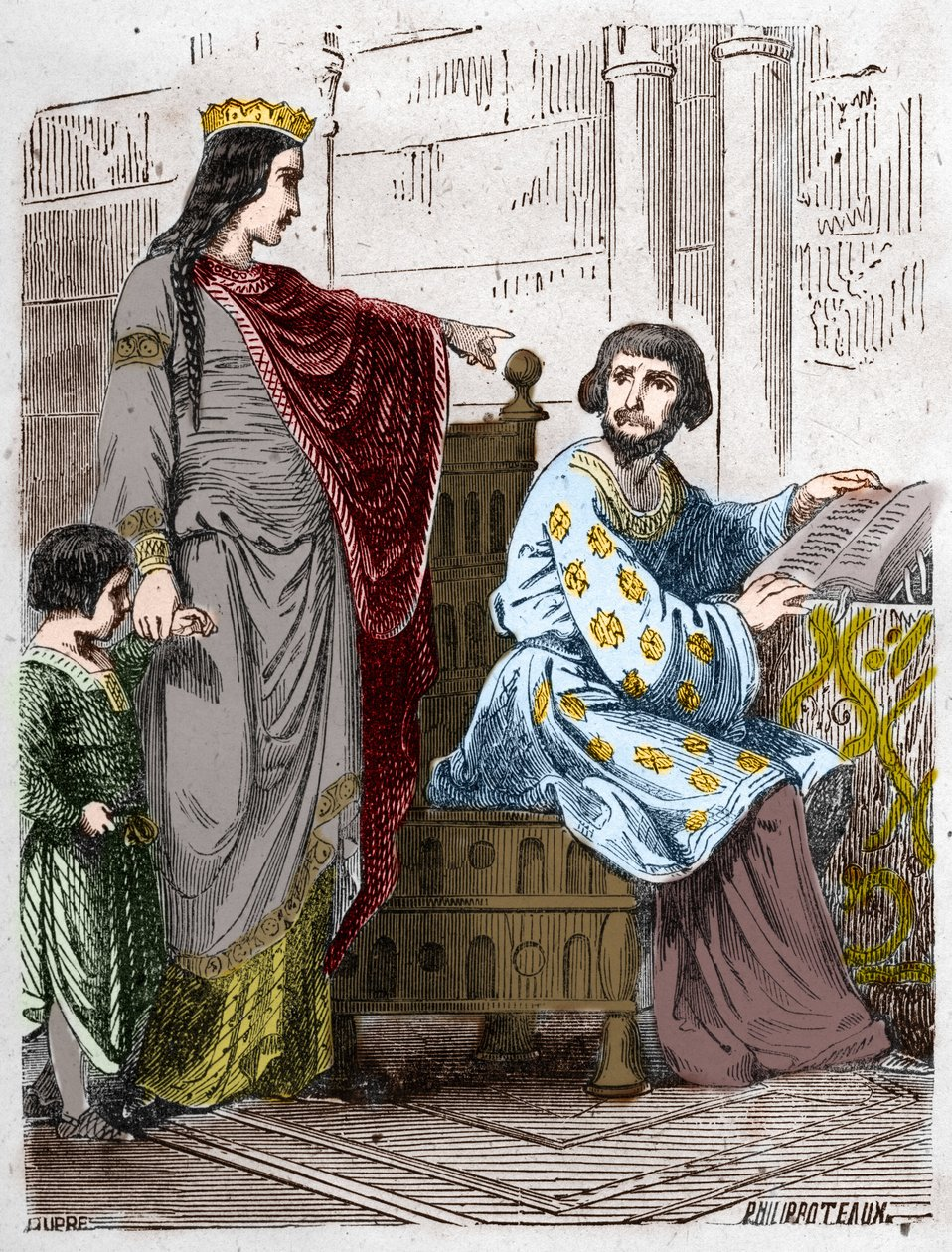
Constance d'Arles, reine des Francs, et son époux.
Vue d'artiste de Félix Philippoteaux, gravure du XIXe siècle.

D'après les écrits de ses ennemis tels Raoul Glaber ou Helgaud de Fleury, la troisième épouse de Robert II est décrite comme cupide, cruelle et ambitieuse. Un de leurs témoignages raconte que Constance rejoint un maigre cortège des femmes au fort caractère de l'an mille et en rend son époux transparent. Selon Glaber, en effet, la reine « avait la main haute sur son mari ». Fleury lui dépeint les accès de colères de Constance où il joue sur son nom « Constante et forte, Constance qui ne plaisante pas ». Même son mari Robert qui n'aime pas son comportement met en garde un de ses amis en lui disant : "Ami Ogier, va-t'en d'ici, pour que Constance l'inconstante, mon épouse, ne te dévore pas."

### Postérieurs
- « Constance est certainement l'une de ces femmes noires, comme le XIe siècle en connu [sic] quelques-unes »[6] (Jan Dhondt, historien belge, 1964).

## Descendance
Constance et Robert ont eu sept enfants :
- Alix, comtesse d'Auxerre, (c.1003 - après 1063), épouse le comte Renaud Ier de Nevers ;
- Constance dite " la pieuse " (c 1005 - 1055 ) épouse Manassès de Dammartin ;
- Hugues (1007 - 17 septembre 1025), associé au trône par son père (1017), mais qui meurt prématurément[2] ;
- Henri Ier de France (4 mai, 1008 - 4 août, 1060)[2], roi de France (1031-1060) ;
- Adèle, comtesse de Corbie (1009 - 8 janvier, 1079), épouse le duc Richard III de Normandie, puis le comte Baudouin V de Flandre[2] ;
- Robert de France (1011 - 21 mars, 1076)[2], duc de Bourgogne ;
- Eudes (1013 - 1056).

Hypothèse généalogique
- de manière hypothétique, on peut ajouter une fille prénommée Constance, épouse du comte Manassès de Dammartin[7],[8].